# 2005 au Québec
Cet article traite des événements survenus en 2005 au Québec. 

## Événements

### Janvier
- 13 janvier : Yves Michaud est débouté en Cour supérieure concernant le blâme voté par l'Assemblée nationale contre ses propos controversés sur les Juifs[1].
- 17 janvier : Pierre Reid annonce un plan de réforme des Cégeps[2].

### Février
- 8 février : Jean Chrétien défend le programme des commandites devant la commission Gomery. Il fallait, selon lui, promouvoir l'unité nationale au Québec et empêcher les conditions gagnantes pour un nouveau référendum sur la souveraineté[3].
- 10 février : interrogé à son tour par la commission Gomery, Paul Martin nie avoir été au courant des irrégularités dans le programme des commandites à l'époque[4].
- 18 février : Jean Charest annonce un remaniement ministériel majeur. Yves Séguin, Sam Hamad et Jacques Chagnon ne font plus partie du cabinet. Michel Audet est nommé aux Finances, Jean-Marc Fournier à l'Éducation, au Loisir et au Sport, Claude Béchard au Développement économique, Michelle Courchesne à l'Emploi et à la Solidarité sociale et Jacques Dupuis à la Sécurité publique[5].
- 20 février : Mémoires affectives remporte le prix du meilleur film lors du Gala des Jutra. Roy Dupuis et Pascale Bussières sont les acteur et actrice de l'année. Yves P. Pelletier remporte le prix du meilleur scénario pour Les Aimants[6].

### Mars
- 7 mars : manifestations étudiantes à Montréal et Québec afin de protester contre les coupures de 103 millions de $ dans le programmes des prêts et bourses aux étudiants. Quelques jours plus tard, les étudiants des universités se joignent à ceux des cégeps dans leur grève[7].
- 16 mars : la grève étudiante atteint son sommet avec 230 000 étudiants en grève, dont 100 000 d'entre eux manifestent à Montréal et Québec[8].

### Avril
- 2 avril : entente de principe entre le gouvernement Charest et les fédérations étudiantes au sujet du programme de prêts et bourses[9].
- 11 avril : à Québec, la Cour supérieure oblige Genex Communications et Jeff Fillion à verser 340 000 $ à la météorologue et animatrice Sophie Chiasson. Celle-ci les poursuivait pour diffamation[10].
- 13 avril : début de grèves rotatives dans l'enseignement au primaire et au secondaire[11].
- 21 avril : Michel Audet présente un budget équilibré de 55,4 milliards de $. Les dépenses augmentent de 3,6 % et les impôts des particuliers sont baissés de 372 millions de dollars par an. Les aînés ayant le maximum de revenu garanti verront la gratuité de l'assurance-médicaments[12].
- 22 avril : première du film Le Survenant[13].
- 23 avril : Montréal est désignée Capitale mondiale du livre pour un an par l'UNESCO[14].
- 29 avril : inauguration de la Grande Bibliothèque nationale du Québec à Montréal[15].

### Mai
- 1er mai : le salaire minimum au Québec est augmenté à 7,60 $ (il était depuis mai 2004 à 7,45 $)[16].
- 2 mai : le conseil municipal de Lévis vote pour le projet du port méthanier de Rabaska[17].
- 7 mai : le maire de Huntingdon Stéphane Gendron décrète la fermeture de la route 138 dans son village afin de protester contre l'inaction des gouvernements face aux fermetures d'usines de la région[18].
- 10 mai : dépôt du projet de loi 112 interdisant le tabac dans tous les lieux publics à partir de 2006[19].
- 24 mai : la chanteuse Nathalie Simard avoue, après la levée de l'ordonnance de non-publication, qu'elle est la principale victime de l'affaire Guy Cloutier. Deux jours plus tard, lors d'une entrevue exclusive avec le journaliste Paul Arcand, elle raconte le calvaire qu'elle a vécu lorsqu'elle était enfant[20].

### Juin
- 1er juin : la ministre Michelle Courchesne annonce des amendements à la loi sur l'aide sociale. Les chèques aux assistés sociaux ne seront plus indexés au coût de la vie. Les organismes qui en embaucheront seront subventionnés[21].
- 4 juin : Bernard Landry obtient 76 % du vote de confiance lors du congrès du Parti québécois. Déçu du résultat, il annonce aussitôt sa démission comme chef du parti et député de Verchères[22].
- 5 juin : Pauline Marois annonce qu'elle briguera l'investiture du Parti québécois[23].
- 17 juin : André Boisclair annonce son intention de briguer l'investiture à la chefferie du Parti québécois[24].
- 25 juin : James Gabriel perd ses élections à Kanesatake par une trentaine de voix. Steven Bonspille est le nouveau chef de la communauté[25].

### Juillet
- 8 juillet : première du film Aurore[26].
- 11 juillet : le film Aurore fait des recettes de 972 582 $ lors de sa première fin de semaine de diffusion, un record estival au Québec[27].
- 16 au 31 juillet : championnats mondiaux aquatiques à Montréal. Alexandre Despatie y remporte 2 médailles d'or en plongeon[28].

### Août
- 2 août : l'actrice et ex-députée fédérale de Saint-Hyacinthe—Bagot, Andrée Champagne, est nommée sénatrice par le premier ministre Paul Martin[29].
- 4 août : la journaliste Michaëlle Jean est intronisée gouverneure générale du Canada[30].
- 17 août : Michaëlle Jean et son mari, le cinéaste Jean-Daniel Lafond, émettent un communiqué déclarant qu'ils ont toujours été fédéralistes. Ils veulent mettre fin à un tollé concernant le passé possiblement souverainiste de l'époux[31].
- 26 août : annonce d'un détournement de fonds de 70 millions de dollars à la compagnie de placement Norbourg. Des milliers d'investisseurs y ont été floués. Le président de l'organisme, Vincent Lacroix, nie les accusations portées contre lui[32].

### Septembre
- 1er septembre : 
  - la Cour d'appel maintient la décision de la Cour supérieure concernant la fermeture de CHOI-FM. Genex Communications annonce son intention de se rendre en Cour suprême[33].
  - plusieurs routes de la Côte-Nord et de Charlevoix sont fermées à la suite du passage des restes de l'ouragan Katrina[34].
- 7 septembre : Andrée P. Boucher annonce sa candidature à la mairie de Québec[35].
- 14 septembre : Nathalie Simard lance une fondation dont le but est de venir en aide aux organismes secourant et soutenant les victimes d'actes pédophiles[36].
- 16 septembre : André Boisclair admet dans un premier temps avoir pris de la cocaïne pendant sa jeunesse. Quelques jours plus tard, il admettra en avoir également consommé du temps où il était ministre sous Lucien Bouchard[37].
- 26 et 27 septembre : une immense maison de l'île aux Pruches qui avait déjà appartenu à la famille Lavigueur, une famille millionnaire bien connue des années 1980 , est lourdement endommagée par un incendie. Selon les sources, elle appartenait au  groupe de motards Hells Angels depuis les années 1990. La cause de l'incendie reste inconnue[38].
- 27 septembre : la Société Saint-Jean-Baptiste de Montréal et la Ligue des Noirs annoncent qu'ils porteront plainte contre le docteur Pierre Mailloux, qui a énoncé des propos jugés racistes à l'émission Tout le monde en parle[39].
- 28 septembre : Anne-Marie Péladeau (en), la fille du fondateur de Québecor Média Pierre Péladeau et sœur de Pierre Karl Péladeau est arrêtée à la suite d'un vol présumé dans une épicerie montréalaise[40].

### Octobre
- 3 octobre : première du film Les voleurs d'enfance[41].
- 6 octobre : Mélanie Turgeon se retire de la compétition sportive[42].
- 13 octobre : Anne-Marie Péladeau (en) est libérée sous caution[43].
- 19 octobre : Lucien Bouchard et quelques personnalités lancent le manifeste Pour un Québec lucide. Selon eux, l'économie du Québec est sur le déclin à cause entre autres du ralentissement démographique, de la dette publique et de la concurrence asiatique. Ils préconisent un programme de droite comme solution[44].
- 24 octobre : le chanteur Raymond Lévesque refuse son prix du Gouverneur général[45].
- 30 octobre : Dany Bédar et Marie-Élaine Thibert remportent les Félix d'interprètes de l'année lors du Gala de l'ADISQ. Le groupe Les Trois Accords remporte celui du groupe de l'année ainsi que celui de l'album le plus vendu. Le groupe Loco Locass remporte le Félix d'auteur-compositeur de l'année[46].
- 31 octobre : afin de répondre au manifeste de Lucien Bouchard, 16 personnalités dont Françoise David et Luck Mervil signent un manifeste plus à gauche intitulé Pour un Québec solidaire et préconisant une approche plus sociale-démocrate pour régler les problèmes économiques du Québec[47].

### Novembre
- 1er novembre : dépôt de la première partie du rapport de la commission Gomery sur le scandale des commandites. Le plus gros blâme va à Alfonso Gagliano, responsable du programme des commandites, et à Jacques Corriveau, son principal gestionnaire[48].
- 6 novembre : il y a 1 100 municipalités en élection au Québec. À Montréal, Gérald Tremblay les remporte face à Pierre Bourque. À Québec, Andrée P. Boucher devient la nouvelle mairesse. À Lévis, Jean Garon est battu par Danielle Roy-Marinelli[49].
- 14 novembre : le journaliste Michel Vastel lance une biographie de Nathalie Simard intitulée Briser le silence. Les ventes du livre s'établiront à plus de 200 000 exemplaires[50].
- 15 novembre : André Boisclair devient le nouveau chef du Parti québécois. Il a obtenu 53,68 % des voix contre 30,56 % pour Pauline Marois. Les autres candidats sont loin derrière[51].
- 28 novembre : à Ottawa, le gouvernement est renversé à la suite d'une motion de non-confiance. Des élections auront lieu le 23 janvier 2006[52].

### Décembre
- 12 décembre : le parti libéral du Québec remporte l'élection partielle d'Outremont, le Parti québécois celle de Verchères[53].
- 15 décembre : le gouvernement Charest adopte, sous bâillon, la Loi concernant les conditions de travail dans le secteur public, une loi décrétant les conditions de travail des employés du secteur public pour les prochaines années et leur retirant, entre autres, leur droit de grève[54].
- 22 décembre : l'animateur de radio controversé André Arthur annonce qu'il se présente comme candidat indépendant dans la circonscription de Portneuf—Jacques-Cartier lors de la prochaine élection fédérale[55].

## Décès
- 14 janvier - Edwin Bélanger (musicien) (º 18 novembre 1910)
- 30 janvier - Gisèle Schmidt (actrice) (º 30 août 1921)
- 5 février - Jean Chapdelaine (diplomate) (º 1914)
- 3 mars - Jeanne Demers (professeur) (º 6 mai 1924)
- 7 mars - Georges-Octave Poulin (physicien et homme politique) (º 20 août 1894)
- 25 mars
  - Josée-Anne Desrochers (mère de Daniel Desrochers) (º 1965)
  - Gérard Filion (journaliste) (º 18 août 1909)
- 28 mars - Robin Spry (cinéaste) (º 25 octobre 1939)
- 24 mai - Guy Tardif (homme politique) (º 30 mai 1935)
- 2 juin - Lucien Cliche (homme politique) (º 4 août 1916)
- 30 juin - Guy Mauffette (animateur de la radio) (º 8 janvier 1915)
- 6 juillet - Richard Verreau (chanteur ténor) (º 1er janvier 1926)
- 24 juillet - Jacques Francoeur (homme d'affaires et journaliste) (º 15 mai 1925)
- 24 août - Marius Fortier (homme d'affaires) (º 1926)
- 10 septembre - Michel Desrochers (animateur) (º 1945)
- 18 septembre - Richard Holden (homme politique) (º 7 juillet 1931)
- 19 octobre - Corinne Côté-Lévesque (femme de René Lévesque) (º 10 novembre 1943)
- 17 novembre - Charles Gagnon (homme politique) (º 21 mars 1939)
- 17 décembre - Marc Favreau (acteur et humoriste) (º 9 novembre 1929)
- 26 décembre - Pierre Angers (enseignant) (º 13 août 1912)
- 29 décembre - Noël Audet (romancier) (º 23 décembre 1938)

### Articles généraux
- Chronologie de l'histoire du Québec (1982 à aujourd'hui)
- L'année 2005 dans le monde
- 2005 au Canada

### Articles sur 2005 au Québec
- Aurore (film, 2005)
- Championnats du monde de natation 2005
- Commission Gomery
- Élection fédérale canadienne de 2006
- Élection à la direction du Parti québécois de 2005
- Grande Bibliothèque
- Grève étudiante québécoise de 2005
- Pour un Québec lucide
- Scandale des commandites